# Acoustic Live, Kiev
Acoustic Live, Kiev è il primo album dal vivo della band francese Peste Noire pubblicato il 1º novembre 2021, registrato a Kiev, in Ucraina.

## Tracce
1. Dueil Angoisseus – 2:39
2. La Commune – 4:18
3. Amour Ne M'amoit Ne Je Li – 3:06
4. Casse, Peches, Fractures Et Traditions – 2:47

## Formazione
- Famine - voce, chitarra acustica